# Nguyễn Kính phi (Lê Thánh Tông)
Nguyễn Kính phi (chữ Hán: 阮敬妃; 1444 - 1485), không rõ tên thật, là một phi tần được sủng ái của hoàng đế Lê Thánh Tông, vị minh quân nổi tiếng của triều đại nhà Hậu Lê trong lịch sử Việt Nam.

## Tiểu sử
Kính phi Nguyễn thị là người huyện Lôi Dương, Thanh Hoá. Cha bà là Đô đốc thiêm sự Đề đốc tứ vệ Thần vũ Nguyễn Đức Nghị (阮德毅). Mẹ là Nguyễn phu nhân, người xã Đại Trung, huyện Hoằng Hoá, là con gái của Chuyển vận sứ Nguyễn Nhân Mỹ. Bà mồ côi cha từ nhỏ, được Thái bảo Giản Cung hầu Lê Hưu (黎休) nhận làm con. Kính phi được nhận xét là người có dung mạo xinh đẹp, cử chỉ theo lễ nghi, là phi tần mà Lê Thánh Tông yêu quý.
Năm Quang Thuận thứ nhất (1460), Thánh Tông hoàng đế lên ngôi, bà được tuyển vào cung. Tháng 9, năm Quang Thuận thứ tư (1463), bà hạ sinh hoàng nữ Lê Minh Kính (黎明鏡), là công chúa thứ ba của Thánh Tông, được sắc phong Thụy Hoa công chúa (瑞華公主).
Năm 1466, bà được phong chức Tiệp dư (婕妤). Ít lâu sau được thăng lên chức Sung dung (充容), chuyển đến ở Xuân Trường cung. Tháng 11, năm Hồng Đức thứ hai (1471), bà theo lệnh Thánh Tông nhận hoàng tử thứ 8, tức Quảng vương Lê Táo (hoặc Lê Tác) (黎鐰) làm con nuôi.
Tháng 3, năm Hồng Đức thứ ba (1472), bà được phong là Tu dung (修容), chuyển qua ở Thọ Am cung. Tháng 6 năm Hồng Đức thứ năm (1474), bà hạ sinh hoàng nữ thứ 11.
Tháng 10, năm Hồng Đức thứ tám (1477), bà được tiến phong làm Kính phi (敬妃), một trong Tam phi (三妃) đứng đầu hậu cung. Tháng 3, năm Hồng Đức thứ mười sáu (1485), bà qua đời vì bệnh, thọ 41 tuổi. Vua cho quàn ở quê ngoại là xã Phúc Lâm, để cha bà chủ trì tang lễ.

## Tính cách
Bà là người khiêm tốn dịu dàng, vui buồn không lộ ra nét mặt, nói năng với người khác thì dịu dàng thân thiết. Mỗi khi hầu Thánh Tông hay được Thánh Tông sai khiến thì hết lòng yêu kính. Những lúc hoàng đế bị bệnh, bà đều hầu hạ ân cần chu đáo, sớm hôm không trễ nải, khắp hậu cung không ai hơn được. Bà lại ham đọc sách, thông hiểu đại nghĩa, ăn mặc tiêu dùng tiết kiệm, không trang điểm xa hoa. Người đương thời khen là hiền đức.
Thánh Tông thương tiếc, đặc biệt ban 6 vạn đồng tiền, sai quan trung sứ Hoàng Lộc làm văn tế. Lời văn đại khái nói:
"Ngươi từ tuổi trẻ đã được kén vào cung, đức hạnh dung nghi thật không đáng thẹn. Trời đã ban cho hạnh phúc xanh tươi, thời lại thêm vẻ sao ngời sáng. Cớ sao cuộc thọ yểu gắn liền số mệnh, vội vàng ngươi đã lên tiên?"
Tháng 6, Thánh Tông lại sai quan trung sứ viết lời dụ tế, đưa linh cữu bà về mai táng ở xứ Tam Lư, quê gốc Lôi Dương.